# ماريتيكا بيبيسكو
كانت ماريتيكا بيبيسكو، الاسم عند الولادة ماريا فاكاريسكو، وتُعرف أيضًا بماريتيكا جيكا (1 أغسطس 1815 – 27 سبتمبر 1859) أميرة للأفلاق بين شهر سبتمبر من عام 1845 وشهر يونيو من عام 1848. نالت ماريتيكا لقب النبالة بالولادة، وكانت تنتمي إلى عائلة فاكاريسكو. كان والدها نيكولاي وجدها ليناتشيتا وعمها أليكو سياسيين وكتابًا محترفين، وكانت ماريتيكا نفسها شاعرة دون أن تُنشر قصائدها. تيتمت ماريتيكا حين كانت طفلة، إلا أن أقاربها وأصدقاء أسرتها، من بينهم الأمير أليكساندرو الثاني جيكا والمحسنة زو برانكوفيانو، اعتنوا بها. تصف المصادر التي تعود إلى تلك الفترة ماريتيكا بأنها كانت جميلة بصورة استثنائية، ومتكبرة وطموحة، فقد تزوجت في عام 1834 شقيق الأمير، سباثاريوس كوستاش جيكا. بقيت قبيلتها بالتبني، سلالة جيكا، الأسرة الأفلاقية الحاكمة حتى أواخر عام 1842، حين أطاحت الإمبراطورية العثمانية بأليسكاندرو الثاني.
بلغ نفوذ ماريتيكا أوجه من جديد بعد الانتخابات الأميرية لعامي 1842 و1843. وعلى الرغم من فشل زوجها في اعتلاء العرش، أصبحت ماريتيكا عشيقة للمنتصر، جورج بيبيسكو، وأنجبت منه طفلًا. كان جورج ابن عمها الثالث في تلك الفترة متزوجًا من عرابتها زو برانكوفيانو. ومع اختياره تجاهل الغضب الشعبي، توصل في نهاية المطاف إلى الطلاق منها في عام 1844. في السنة التالية، تزوج جورج وماريتيكا في فوكساني، التي كانت بلدة تقع على حدود الأفلاق مع مولدافيا. كان ذلك حفلًا فخمًا حضره الأمير المولدافي ميهالي ستوردزا، الذي كان عرابهم الجديد. وعلى الرغم من ذلك، لم ينل زواجهم سوى اعتراف جزئي من سلطات كنيسة الأفلاق الأورثوذوكسية. ونظرًا لخلافاته مع رئيس الأساقفة نيوفيت الثاني، التجأ جورج إلى البطريرك المسكوني، ونال موافقته بعد أن عين ميليتيوس الثالث مكان جيرمانوس الرابع. وكانت رشوة الديوان الهمايوني لخلع جيرمانوس جزءًا من جهوده لتحقيق ذلك.
غذت الخلافات حول السياسة بين جورج المحافظ والمجموعات الليبرالية ثورة الأفلاق لعام 1848. خلال هذه الأحداث، بقيت ماريتيكا إلى جانب زوجها، ومن المحتمل أنها كانت حاضرة حين نجى زوجها من محاولة اغتيال. في نهاية المطاف هرب الثنائي من الأفلاق واستقرا في الإمبراطورية النمساوية، وسُحقت الثورة من قبل العثمانيين والإمبراطورية الروسية وسُلم العرش إلى صهر ماريتيكا، باربو ديميتري ستيربي. عاشت ماريتيكا وجورج في إسطنبول، وفي وقت لاحق في باريس، حيث واصل جورج ضغوطه لنيل الاعتراف به كأمير، وأيضًا لوحدة بين مولدافيا والأفلاق. استؤنفت مسيرته السياسية في الأفلاق بعد حرب القرم، إلا أن فرصه في أن يصبح أميرًا تلاشت خلال المعارك الانتخابية لعام 1859، إذ كان منافسه، أليكساندرو يوان كوزا، في موقع يسمح له بتوحيد البلدين.
في السنة نفسها، توفيت ماريتيكا في باريس إثر إصابتها بالسرطان. كانت ماريتيكا قد أنجبت 5 أولاد من زيجتين، من بينهم ولد، ميهاي جيكا، الذي توفي دون أن يترك ورثة له في عام 1926. تزوجت سلالتها الأنثوية من عدة سلالات من النبلاء الأوروبيين، بما في ذلك مونتيسكيو وراسبوني مورات وكورفال وفاوسيني لوسينغ. في مجال الفنون، تُذكر ماريتيكا كمروجة للزي الروماني وكملهمة للرسامين كارول ساثماري وكونستانتين ليكا. وأيضًا كراعية للأدب، وكانت عمة لكاتبتين أخريين، إيلينا فاكاريسكو ودورا ديستريا، وأيضًا كجدة بالتبني للشاعرة آنا دي نوايليس. كان حفيد ماريتيكا ليون دي مونتسكيو عضوًا مؤسسًا ومنظرًا للحركة الفرنسية.

## حياتها

### أصلها وطفولتها
ولدت ماريتيكا في 15 من شهر أغسطس من عام 1815 في عاصمة الأفلاق بوخارست، عُرفت الأميرة المستقبلية عمومًا باسم التحبب «ماريتيكا» و«ماريتا». كانت ماريا تنتمي إلى أسرة فاكاريسكو، وبذلك كانت تنتمي إلى نبلاء الأفلاق المدينيين، وكانت الأكبر بين بنات عديدات ولدن للفورنيك نيكولاي فاكاريسكو وزوجته، أليسكاندرا «لوكسيتا» باليانو. ارتبطت أسطورة أسرة فاكاريسكو بشخصية رادو نيغرو الأسطورية، وأيضًا بالنبلاء الرومان في ترانسلفانيا. وكانوا يصورون أنفسهم كمالكين لقلعة فاغاراس، التي رُسمت لاحقًا على سترتهم الدرعية، إلا أن هذه الصلة تبقى غير موثقة تاريخيًا. من الأرجح أن خطهم النبالي سمي على اسم فاكاريستي في مقاطعة دامبوفيتا، ولا يمكن توثيق ذلك سوى منذ السبعينيات من القرن السادس عشر. خلال تلك الفترة وخلال العقد الأول من القرن التاسع عشر، كانت الأفلاق ومولدافيا (بصفتهما إمارتين دانوبيتين) دولًا تابعة للإمبراطورية العثمانية. حُرق أحد أسلاف ماريتيكا، نيغويتا فاكاريسكو، أحد موفدي الأفلاق وأحد رهائن مقر الباب العالي، حتى الموت في عام 1668. حارب جد جدها، لاناش فاكاريسكو، تحت راية الأمير كونستانتين برانكوفيانو خلال حملة نهر بروت، وأعدمه العثمانيون إلى جانبه.
كان نيكولاي شاعر رثاء، وهو ابن للكاتب ليناتشيتا فاكاريسكو وزوجته الثالثة، إيكاترينا كاراجيا. بحسب التقاليد، سُمم ليناتشيتا في عام 1797 من قبل الأمير أليكساندر موروزيس، بعد أقاويل عن أنه غازل الأميرة زو. وكان من بين أولاده الآخرين أليكو فاكاريسكو، الذي كان قد وُلد من زوجة سابقة، إلينا ريزو. وكشاعر وناقد اجتماعي، توفي أليكو بصورة غامضة في عام 1799، بعد أن تعرض لوحده للقمع من قبل الأمير موروزيس. ترك أليكو ابنًا، إيانكو (إيوان) فاكاريسكو، الذي كان أيضًا شاعرًا بارزًا. ومن خلال هذه الصلة، كانت ماريتيكا عمة لصحفي الموضة كلايمور والعمة الكبرى للكاتبة إلينا فاكاريسكو. ومن خلال جدتها إيكاترينا، كانت ماريتيكا تنحدر من سلالة كارادجاس، التي كانت أسرة بارزة من يونان الفنار، وكان جدها الأكبر نيكولاي كارادجا، الذي شغل منصب أمير الأفلاق خلال عامي 1782 و1783.
على الرغم من أن والدها كان يعاني من حدبة خلقية، مما دفعه للعيش في عزلة نسبية، أصبحت ماريتيكا من جميلات الأفلاق ووصفت في المصادر المعاصرة بأنها «أشبه بجوهرة» و«شقراء وكأنها سارافيم». وكما أشار الباحث كونستانتا فينتيلا غيتوليسكو، فإن معايير جمالها كانت تعكس أعراف القرن التاسع عشر، التي كانت تولي قيمة لنمط الحياة الخامل: علق كاتب اليوميات نيكولاي غوليسكو بأنها كانت «شديدة البدانة والرقة». تشير سجلات عديدة أنها، شأنها شأن أسرتها من جهة الأب، كانت تمتلك موهبة في كتابة الشعر، إلا أن أعمالها لم تنشر. أمضت فترة من طفولتها في الخارج، إذ إنها أرغمت على ذلك إثر انتفاضة الأفلاق في عام 1821. فرت أسرة فاكاريسكو إلى إمارة ترانسلفانيا (التي كانت جزءًا من الإمبراطورية النمساوية) ووجدت مكان لجوء مؤقت في كورونا (براسوف). عادت الأسرة في وقت لاحق إلى الأفلاق، إلا أن نيكولاي توفي بعد ذلك بفترة قصيرة، ومن المتحمل أن ذلك حدث خلال رحلة عودته إلى مدينة شي براسوفولوي. كانت لوكسيتا ما تزال تعيش في كورونا في عام 1826، حين حاولت تصفية ديون زوجها من خلال رهن أرضها في بانياسا. 

### زواج جيكا
أشارت الحرب الروسية التركية لعام 1828 إلى فترة تغريب لإمارتي الدانوب. بقي كلا البلدين تحت السيادة العثمانية إلا أنهما حُكما بصورة مباشرة من قبل الإمبراطورية الروسية. أتاحت حقبة القانون الأساسي (البغدان والأفلاق) هذه، التي زادت من هيبة النبلاء الأقل شأنًا، للشابة اليتيمة التركيز على جهودها لتسلق السلق الاجتماعي. وكشاهد مباشر على ترقيها عبر زيجاتها، يذكر الكولونيل جريجور لاكوستيانو «كبرياءها الهائل». وأشار كاتب المذكرات آي جي فالينتيانو إلى «زهوها بنفسها» و«طمعها الكبير»، في حين وصفها المؤرخ كونستانتين غين بأنها كانت تملك «طموحًا كبيرًا». كان كوستاش جيكا زوج ماريتيكا الأول، وكان أحد أفراد أسرة جيكا القوية. حدث زواجهما في بوخاريست في 29 من شهر يوليو من عام 1834. وحسب الأقاويل، فإن الزواج قد نال مباركة أسرة باليانو، لكن دون أن ينال مباركة لوكسيتا.
جعل هذا الزواج منها كنة لأميري الأفلاق: غريغور الرابع جيكا، الذي حكم بين عامي 1822 و1828، وأخيه غير الشقيق أليكساندرو الثاني جيكا، الذي اعتلى العرش في عام 1829. تكفل الأخير بأن يكون عراب الثنائي خلال حفل زواجهما، في حين أن عرابتهما كانت المحسنة زو برانكوفيانو، «إحدى أثرى النساء في إمارتي الدانوب». في ظل حكم شقيقها، كان كوستاش قد أصبح سباثاريوس وكولونيل ميليشيا الأفلاق التي نُظمت تحت إشراف روسي، وشغل أيضًا منصب بان (أو قائم مقام) أولتينيا (1827-1828، 1830، 1838)، بعد تبادله للمنصب مع أخيه الآخر غير الشقيق، ميهالاش جيكا. تزوج ميهالاش من جميلة شهيرة أخرى، كاتينكا فاكا جيكا، التي كانت أول امرأة في تاريخ رومانيا تترجم كتابًا كاملًا. وعُرفت أيضًا بخيانتها، وكانت لفترة من الوقت عشيقة البارون أوكسكول، الذي كان خيّالًا روسيًا. وفقًا للكاتب سيزار بولياك، كانت ماريتيكا وكاتينكا «الثنائي الأجمل من بين الكنات التي تشرف بهن مجتمع بوخاريست في تلك الفترة». ومن خلال صلاتها مع ميهالاش وكاتينكا، أصبحت ماريتيكا عمة كاتبة أخرى، دورا ديستريا.